# Kydon Palace
Le Kydon Palace (en grec : Κύδων Παλάς, Kýdon Palás) est un ferry rapide de la compagnie grecque Minoan Lines. Construit entre 2000 et 2001 aux chantiers Fincantieri de Riva Trigoso dans la province de Gênes, il portait à l'origine le nom de Festos Palace (en grec : Φαιστός Παλάς, Faistós Palás). Il navigue depuis mai 2001 sur les lignes entre la Grèce continentale et la Crète. Depuis 2020, il porte le nom de Kydon Palace.

## Histoire

### Origines et construction
En 1998, la compagnie grecque Minoan Lines annonce un important programme de renouvellement de sa flotte à la hauteur de 900 millions de dollars. Sept navires sont ainsi prévus à l'horizon 2002, cinq sont envisagés pour être exploités dans l'Adriatique entre la Grèce et l'Italie tandis que deux sont destinés à assurer la liaison entre Le Pirée et la Crète. 
Commandés au constructeur italien Fincantieri, les futurs Knossos Palace et Festos Palace sont prévus pour mesurer 214 mètres de long et jauger 37 000 UMS, ce qui en fait les navires les plus imposants sur les lignes de la Crète. Leurs caractéristiques générales sont calquées sur celles des précédents navires mis en service sur l'Adriatique tout en étant nettement améliorées. Leur apparence est ainsi plus massive et la qualité des aménagements intérieurs légèrement accrue. Leur conception est plus orientée vers le transport des passagers, la capacité est arrêtée à 2 200 personnes tandis que le garage est pensé pour recevoir 660 véhicules et environ 90 remorques. La vitesse, devenue un standard sur les lignes de l'Adriatique, est également de rigueur sur les futures unités dont l'appareil propulsif leur permet de naviguer à plus de 29 nœuds.
Construit par Fincantieri sur le site de Riva Trigoso, dans la province de Gênes, le Festos Palace est lancé le 16 novembre 2000. Après finitions, il est livré à Minoan Lines le 19 avril 2001.

### Service
Le Festos Palace est mis en service le 5 mai 2001 entre Le Pirée et Héraklion.
Entre le 5 et le 10 juin 2002, il effectue une croisière spéciale afin de faire la promotion d'une association écologiste en mer Adriatique. Le navire escale ainsi à Corfou, Durrës, Kotor, Split, Ravenne et Venise.
Durant son arrêt technique, effectué à Malte aux chantiers Palumbo de La Valette en mai 2019, le navire se voit doté d'épurateurs de fumées, communément appelés scrubbers, visant à réduire ses émissions de soufre. Les travaux impliquent des modifications mineures au niveau de la cheminée qui est rehaussée pour permettre l'installation du dispositif. 
À la suite du retour en flotte de l'ex-Europa Palace, affrété de 2012 à 2018 par la compagnie italienne Tirrenia, Minoan Lines décide en 2020 de lui attribuer le nom de Festos Palace. Le premier Festos Palace est ainsi débaptisé et renommé Kydon Palace le 9 février 2020.

## Aménagements
Le Kydon Palace possède 11 ponts. Bien que le navire s'étende en réalité sur 12 ponts, l'un d'entre eux est absents au niveau du garage afin de permettre au navire de transporter du fret. Les locaux des passagers occupent la totalité des ponts 9 à 7 ainsi qu'une partie des ponts 6 et 5. Les ponts 2, 3, 5 et 6 sont consacrés aux garages.

### Locaux communs
Le Kydon Palace possède de confortables installations destinées aux passagers dont la majeure partie se situe sur le pont 7. Le navire dispose ainsi de deux espaces de restauration, de trois bars dont un extérieur avec piscine, et d'une galerie marchande.

### Cabines
Le Kydon Palace dispose de 231 cabines principalement situées sur le pont 8 ainsi qu'au milieu des ponts 5 et 6. Elles sont le plus souvent équipées de deux à quatre couchettes ainsi que de sanitaires comprenant douche, WC et lavabo. 68 d'entre elles sont des suites. Un salon de 600 fauteuil est également présent.

## Caractéristiques

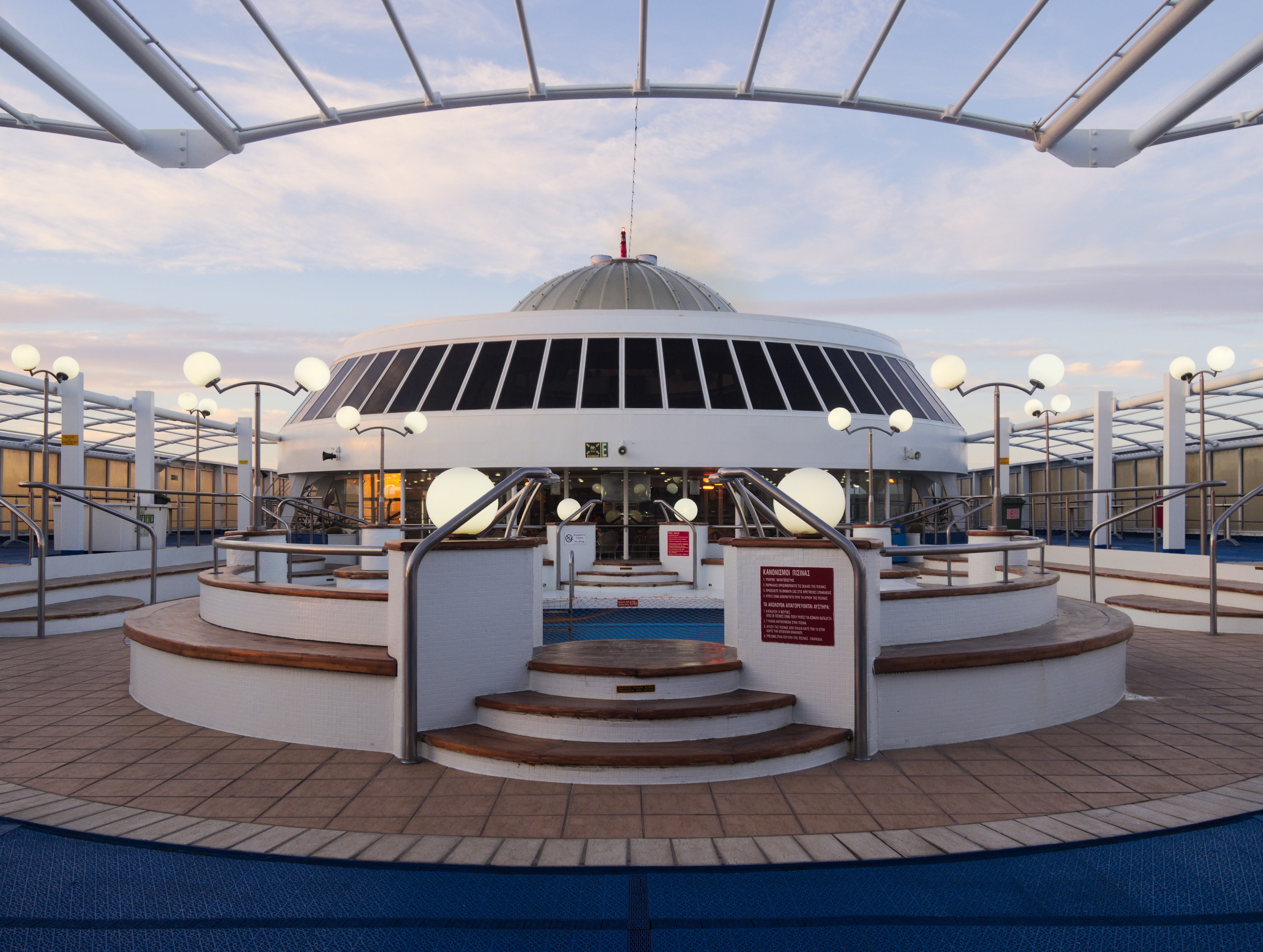
Piscine du Festos Palace, 2016.

Le Kydon Palace mesure 214 m de long pour 26,40 m de large et son tonnage est de 37 482 UMS. Le navire a une capacité 2 200 passagers et est pourvu d'un garage pouvant accueillir 660 véhicules et 90 remorques répartis sur 4 niveaux. Le garage est accessible par deux portes rampes situées à l'arrière. La propulsion est assurée par quatre moteurs diesels Wärtsilä 16V46C développant une puissance de 67 517 kW entraînant deux hélices à pas variable faisant filer le bâtiment à une vitesse de 29,5 nœuds. Le Kydon Palace possède six embarcations de sauvetage fermées de grande taille, trois sont situées de chaque côté vers le milieu du navire. Elles sont complétées par un canot semi-rigide. En plus de ces principaux dispositifs, le navire dispose de plusieurs radeaux de sauvetage à coffre s'ouvrant automatiquement au contact de l'eau. Le navire est doté de deux propulseurs d'étrave facilitant les manœuvres d'accostage et d'appareillage ainsi que de deux propulseurs arrières. Depuis 2019, le Kydon Palace est équipé de scrubbers, dispositifs d'épuration des fumées permettant la réduction des émissions de soufre.

## Lignes desservies
Depuis sa mise en service, le Kydon Palace est affecté aux lignes de Minoan Lines entre la Grèce continentale et la Crète sur l'axe Le Pirée - Héraklion.